# Marang
Marang (nepalski: मराङ) – gaun wikas samiti w zachodniej części Nepalu w strefie Dhawalagiri w dystrykcie Myagdi. Według nepalskiego spisu powszechnego z 2001 roku liczył on 405 gospodarstw domowych i 1946 mieszkańców (1069 kobiet i 877 mężczyzn).